# Мерк (селище)
Мерк (угор. Mérk) — селище (надькьожег) в медьє Саболч-Сатмар-Береґ (Угорщина).
Селище займає площу 25,08 км², на якій проживає 2137 жителів (за даними 2010 року). Розташоване неподалік від угорсько-румунського кордону. На півдні Мерк межує з селищем Валлай. Приблизно за 3 км на північний схід від селища є залізнична станція Тіборсаллаш. На схід від селища Мерк протікає річка Красна.